# Six/Nine
A Six/Nine a Buck-Tick japán rockegyüttes nyolcadik nagylemeze, mely 1995-ben jelent meg. Első volt az Oricon albumlistáján, még a kiadás hónapjában aranylemez lett, abban az évben összesen 240 760 darabot adtak el belőle. Az Itosi no Rock Star című dalban Issay is énekel a Der Zibet együttesből. A Rakuen (Inori koinegai) című dal nagy felháborodást váltott ki, mert a dalszöveg egy része a Koránt idézte, az albumot visszahívták és később újra kiadták módosított dalszöveggel. A lemezt 2002-ben digitálisan újramaszterelték, majd 2007-ben ismét újramaszterelték.

## Dallista
Az összes dalszöveg szerzője Szakurai Acusi, kivéve, ahol külön jelölve van; az összes szám szerzője Imai Hiszasi, kivéve, ahol külön jelölve van.
| 1.    | Loop |              |                 | 4:38 |
| 2.    | Love Letter | Imai Hiszasi |                 | 4:17 |
| 3.    | Kimi no Vanilla (君のヴァニラ) |              |                 | 4:27 |
| 4.    | Kodó (鼓動) |              |                 | 6:53 |
| 5.    | Kagiri naku nezumi (限りなく鼠) |              |                 | 5:03 |
| 6.    | Rakuen (Inori koinegai) (楽園(祈り 希い))                                                                                                |              | Hosino Hidehiko | 4:37 |
| 7.    | Hoszoi szen (細い線) |              | Hosino Hidehiko | 4:34 |
| 8.    | Somewhere Nowhere |              |                 | 1:26 |
| 9.    | Aikavarazu no "are" no katamari ga noszabaru hedo no szoko no fukidamari (相変わらずの 「アレ」のカタマリがのさばる反吐の底の吹き溜まり) | Imai Hiszasi |                 | 4:45 |
| 10.   | Detarame jaró (デタラメ野郎) |              | Imai/Szakurai   | 4:52 |
| 11.   | Missicu (密室) |              | Hosino Hidehiko | 4:54 |
| 12.   | Kick (Daicsi vo keru otoko) (Kick (大地を蹴る男))                                                                                        |              |                 | 4:29 |
| 13.   | Itosi no Rock Star (愛しのロック・スター)                                                                                                |              | Hosino Hidehiko | 4:51 |
| 14.   | Uta (唄) |              |                 | 3:59 |
| 15.   | Mienai mono vo mijo to szuru hokai szubete gokai da (見えない物を見ようとする誤解 全て誤だ)                                              |              |                 | 4:45 |
| 16.   | Loop Mark II (instrumentális) |              |                 | 2:23 |
| 71:11 | |              |                 |      |

| 17. | Taijó ni koroszareta (太陽ニ殺サレタ; élő felvétel, Omiya Sonic City, Ómija, 1993) | 7:11 |